# Гарволин (гмина)
Гарволин (пол. Garwolin) — сельская гмина (волость) в Польше, входит как административная единица в Гарволинский повет, Мазовецкое воеводство. Население — 11 744 человека (на 2004 год).

## Демография
| Перепись                       | Всего   | Всего | Женщины | Женщины | Мужчины | Мужчины |
| ------------------------------ | ------- | ----- | ------- | ------- | ------- | ------- |
| Единицы                        | человек | %     | человек | %       | человек | %       |
| Население                      | 11 744  | 100   | 5963    | 50,8    | 5781    | 49,2    |
| Плотность населения (чел./км²) | 86,4    | 86,4  | 43,8    | 43,8    | 42,5    | 42,5    |

## Сельские округа
1. Буды-Усняцке
2. Чишкувек
3. Эвелин
4. Гурки
5. Издебник
6. Ягодне
7. Крыстына
8. Люцин
9. Наталиа
10. Ментне
11. Нецеплин
12. Новы-Пузнув
13. Рембкув
14. Рембкув-Парцеле
15. Руда-Талюбска
16. Славины
17. Стара-Хута
18. Стары-Пузнув
19. Сточек
20. Сульбины-Гурне
21. Талюба
22. Феликсин
23. Унин-Колёня
24. Усняки
25. Вильковыя
26. Воля-Рембковска
27. Воля-Владыславовска
28. Владыславув
29. Законце

## Соседние гмины
1. Гмина Борове
2. Гарволин
3. Гмина Гужно
4. Гмина Ласкажев
5. Гмина Осецк
6. Гмина Парысув
7. Гмина Пилява
8. Гмина Собене-Езёры
9. Гмина Вильга